# H·麥葛瑞格-史都華
H·麥葛瑞格-史都華（英語：H. McGregor-Stewart），美國前女子羽球運動員。
H·麥葛瑞格-史都華代表美國參加1963年優霸盃。在對陣英格蘭的決賽中，她出賽第二單打，以11:4、11:7擊敗烏蘇拉·史密斯，協助美國隊以4-3贏得冠軍。
H·麥葛瑞格-史都華曾經進入1958年全英羽球錦標賽女子單打的四分之一決賽，以3:11、2:11輸給英格蘭選手希瑟·瓦德。在同年的諾丁漢羽球錦標賽，她與艾比·拉勒吉一起贏得女子雙打冠軍。